# Саксонская земельная библиотека
Саксонская земельная библиотека — Дрезденская государственная и университетская библиотека (нем. Sächsische Landesbibliothek – Staats- und Universitätsbibliothek Dresden, SLUB Dresden) — была создана в 1996 году в результате слияния Саксонской земельной библиотеки (нем. Sächsische Landesbibliothek, SLB) и библиотеки Дрезденского технического университета. Расположена в Дрездене, столице Свободного государства Саксония, ФРГ.
Библиотека образовалась из коллекции книг XVI века курфюрста Саксонского. С 1788 года государственная библиотека стала доступной для общества.
Саксонская земельная библиотека была почти полностью утрачена во время Второй мировой войны в результате массированной бомбардировки немецкого города Дрездена войсками коалиции во главе с США. Под руинами библиотеки навсегда были похоронены и утрачены шедевры мировой культуры, к примеру произведения венецианского композитора Альбиони.
Современная библиотека является одновременно как государственной библиотекой Свободного государства Саксония, так и университетской библиотекой Дрезденского технического университета.
В 2002 году Саксонская земельная библиотека была переведена в новое большое здание, построенное по проекту архитектурного бюро O&O Baukunst на Целлишен Вег (Zelleschen Weg), где её фонд был собран в одном месте. Это одна из крупнейших библиотек в Германии, которая как учреждение национальной библиографии имеет право на получение обязательного экземпляра литературы, издаваемой в Саксонии.

## Библиотечный фонд

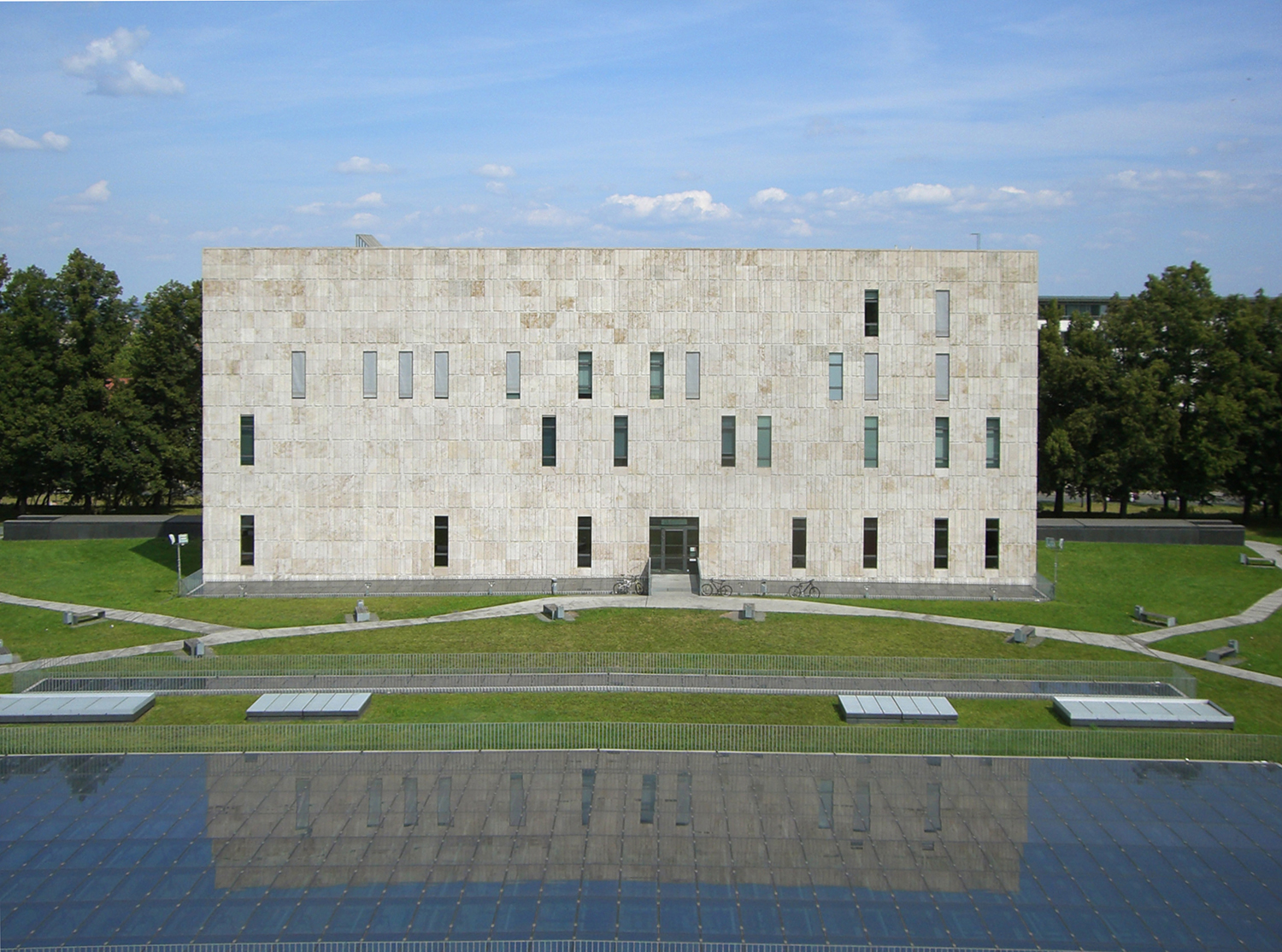
Современное здание библиотеки

Библиотека насчитывает более пяти миллионов единиц хранения (томов). Она входит в систему специальных коллекций (Sondersammelgebiete) Немецкого научно-исследовательского общества (Deutsche Forschungsgemeinschaft), специализируясь в области «Современное искусство с 1945 года». За счет таких тем собрания, как рекламная, документальная и художественная фотография, её коллекция входит в фонд Фототеки Германии.
Первый сохранившийся каталог земельной библиотеки датируется 1574 годом, его также можно найти в Интернете. Другими доступными в Интернете функциями являются картографический форум с историческими картами Саксонии, а также фотобиблиотека, где доступны для исследования фотокопии документов.

### Фототека Германии
Фототека Германии (Deutsche Fotothek) основана на традициях Дрездена как в фотографических технологиях и производстве камер, так и в фотографическом искусстве. Первоначально, однако, Земельное хранилище изображений было построено в Хемнице, но вскоре после этого, в 1925 году, переехало в Дрезден. С 1956 года собрание называется Фототекой Германии. С 1983 года она в качестве самостоятельного отдела входит в состав Саксонской земельной библиотеки. Фототека, насчитывающая несколько миллионов фотодокументов, содержит весьма значительное число единиц хранения. Наиболее ранние снимки относятся примерно к 1850 году и принадлежат фотографу Герману Кроне.

### Отдел рукописей и редких изданий

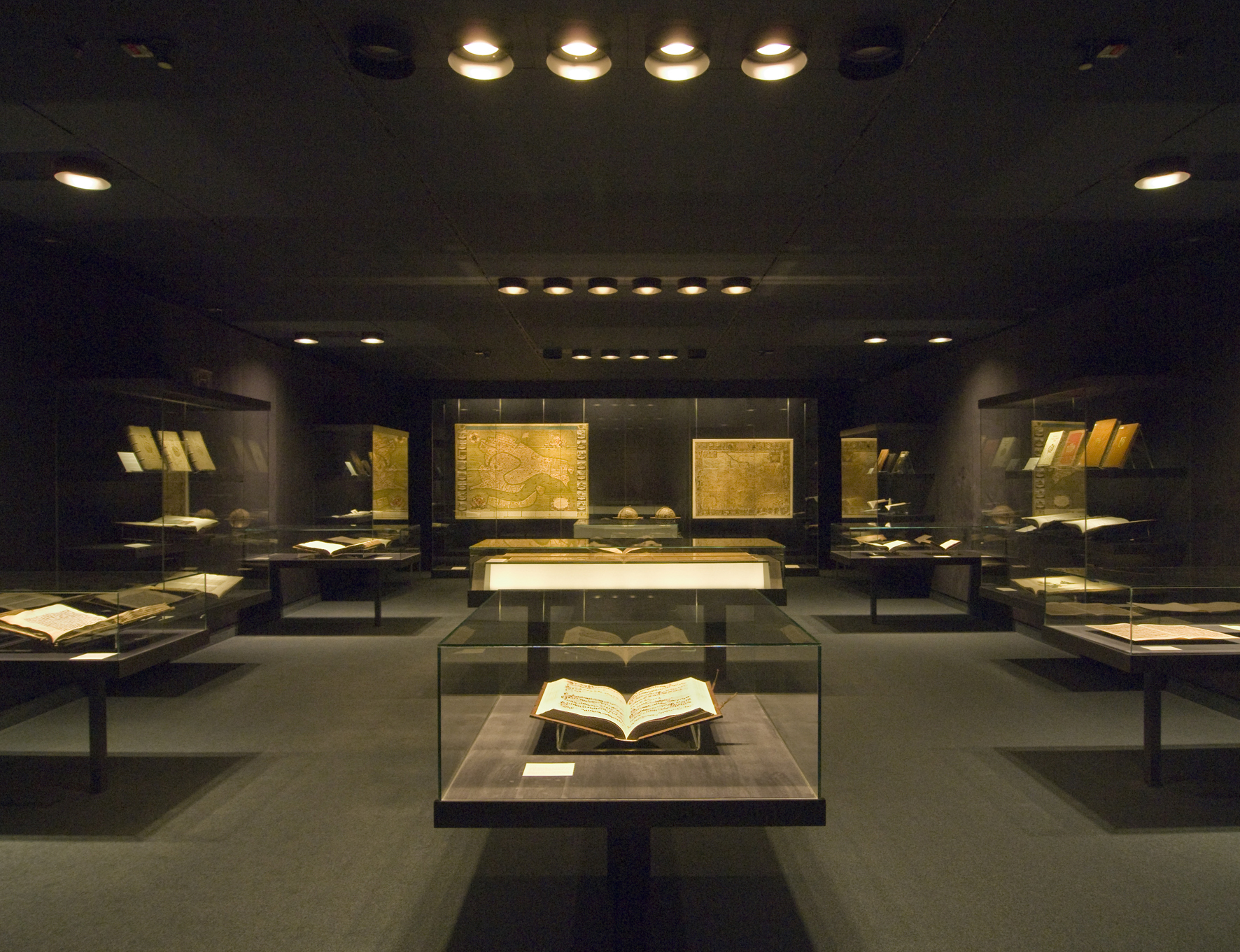
Сокровищница библиотеки

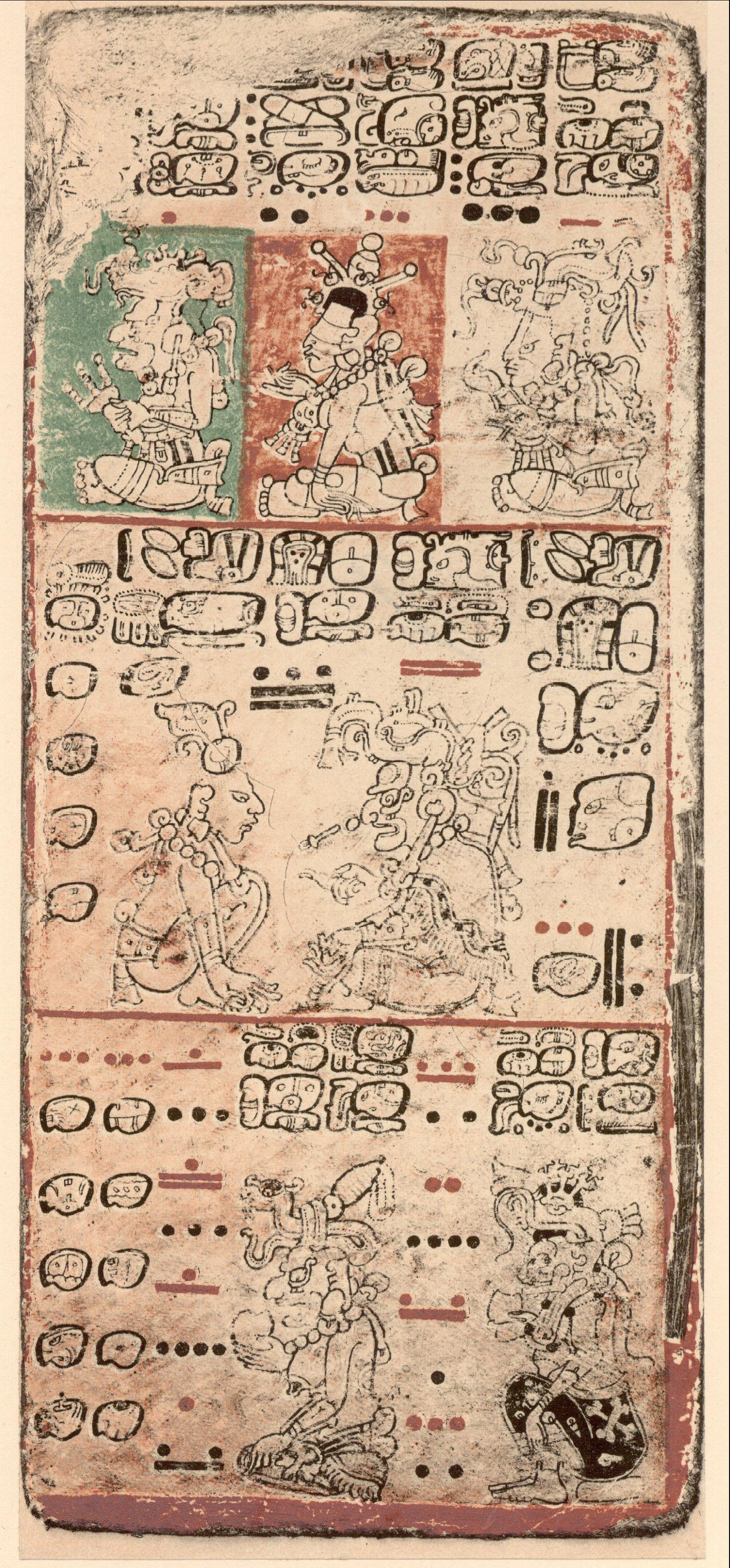
Страница Дрезденского кодекса

Помимо рукописных или журнальных архивов, сокровищница содержит особую коллекцию, которая включает датированную примерно 1200 г. н.э. копию рукописи майя, так называемый Дрезденский Кодекс (Codex Dresdensis), которая был приобретен Саксонией в 1739 году. Существуют только три аналогичных копии, которые хранятся в Париже, Мадриде и Мехико. Кодекс является кандидатом на включение в список всемирного наследия. Тщательно отреставрированное Дрезденское Зерцало Саксонии (Dresdner Sachsenspiegel) выставляется в сокровищнице шесть недель в году. А Dresdner Corvinen как часть Библиотеки Корвина (Bibliotheca Corviniana) в 2005 году был добавлен ЮНЕСКО в Список всемирного наследия.

### Цифровые коллекции
Дрезденская библиотека SLUB с 2007 года сотрудничает с Дрезденским центром оцифровки и постоянно расширяет объём работы, дойдя до 3 миллионов страниц в год. С тех пор более 100 000 томов были оцифрованы и могут использоваться в цифровых коллекциях. Для Цифровой библиотеки Германии, которая работает в сети с ноября 2012 года, SLUB является одним из крупнейших поставщиков данных. Это стало возможным в том числе благодаря стороннему финансированию, в частности, со стороны Немецкого научно-исследовательского общества. SLUB, в частности, участвует в оцифровке каталогов печатных изданий XVII и XVIII веков, изданных в немецкоязычных странах, в создании в электронных изданий — таких как собрание Августа Вильгельма Шлегеля, или в оцифровке иллюстрированных журналов классического модерна. В настоящее время в цифровых коллекциях SLUB насчитывается около 80 000 наименований, более 100 000 томов и около полутора миллионов графических носителей (фотографии, карты, рисунки). Программное обеспечение с открытым исходным кодом Goobi, которое использовалось для процесса оцифровки, было значительно улучшено для обработки и отображения различных типов контента.

### Современное искусство с 1945 года, фотография, промышленный дизайн и коммерческое искусство

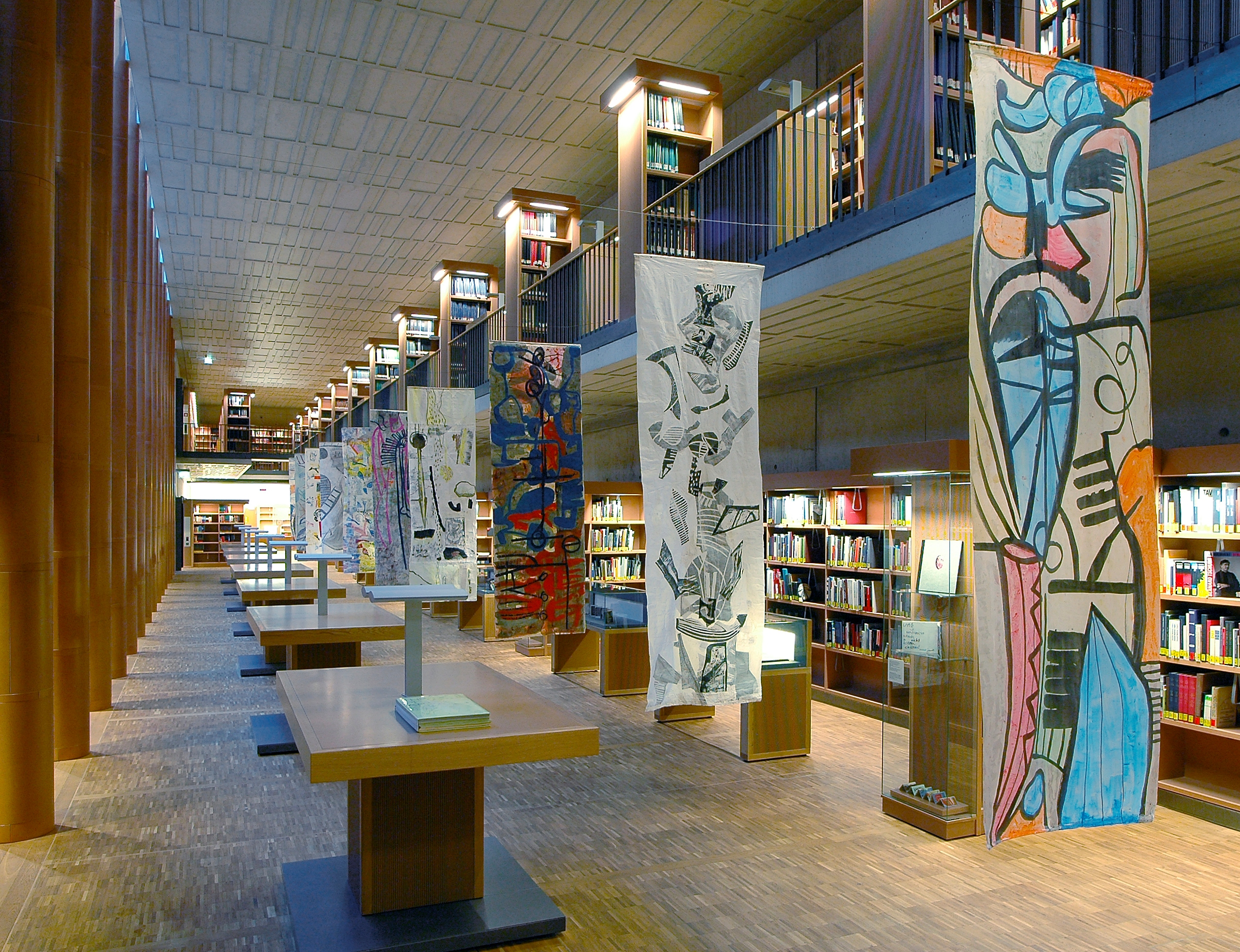
Выставка закладок Вайта Хофмана в галерее SLUB

Библиотека уже была сосредоточена на искусстве периода после 1945 года, когда входила в систему библиотек ГДР. В 1993 году началось финансирование пополнения собрания со стороны Немецкого научно-исследовательского общества. Тематика фотографии, промышленного дизайна и коммерческого искусства относится к сфере этого собрания без временных ограничений. Эти собрания близки к специальной коллекции в области истории искусства Средневековья и Нового времени до 1945 года, а также общего искусствоведения в библиотеке Гейдельбергского университета.
Собрание специальной коллекции включает около 200 000 томов и 330 периодических изданий. В дополнение к истории искусств Европы и Северной Америки и теории искусства, собранная литература посвящена живописи, графике, скульптуре и ремеслам, а также новым видам искусства, таким как ландшафтное искусство, цифровое искусство, видеоарт, акционизм и многое другое.
При поддержке Немецкого научно-исследовательского общества библиотека SLUB с января 2001 года по август 2004 года создала специализированную виртуальную библиотеку по современному искусству (virtuelle Fachbibliothek zur Gegenwartskunst) ViFaArt. С 2012 года функции Виртуальной библиотеки современного искусства и проекта «arthistoricum.net — Виртуальная библиотека истории искусств (Virtuelle Fachbibliothek Kunstgeschichte)», которые до этого были представлены отдельно, объединены под названием arthistoricum.net в общую Виртуальную библиотеку искусств (Virtuelle Fachbibliothek Kunst). В числе прочего в специализированную информационную службу входят искусство, фотография и дизайн.

### Саксоника (Saxonica)
Библиотека Саксоника систематически собиралась в библиотеке курфюрста Саксонского с конца XVIII в., с периода руководства Иоганна Кристофа Аделунга. В то время как первоначально собрание было сосредоточено на литературе по саксонской истории, термин «саксоника» начал в XIX в. распространяться на другие области науки с региональной направленностью, такие как исследования природы, этнографические исследования, географические, археологические или лингвистические исследования. В наши дни термин «Саксоника» охватывает публикации на немецком и иностранных языках, которые относятся к Саксонии и её районам (природным и культурным районам, административным единицам, историческим регионам и т. д.), её населенным пунктам, а также покойным и ныне живущим личностям, связанным с этим регионом.
С начала XX века Саксоника заняла место в библиографии Саксонии. Основателем этой региональной библиографии был Рудольф Бемманн, а его последователем Якоб Яцваук. За исключением рукописей и фотографий, все опубликованные с 1992 г. тексты Саксоники можно найти в Saxon Bibliography Online. Оцифровка более ранних печатных изданий до отчетного 1991 года уже завершена, свидетельства также можно найти в Интернете.
Сбор и архивирование литературы, изображений и аудиоматериалов о Саксонии и разработка саксонской библиографии являются задачами Саксонской земельной библиотеки — Государственной и университетской библиотеки Дрездена (SLUBG).

### Картографическое собрание

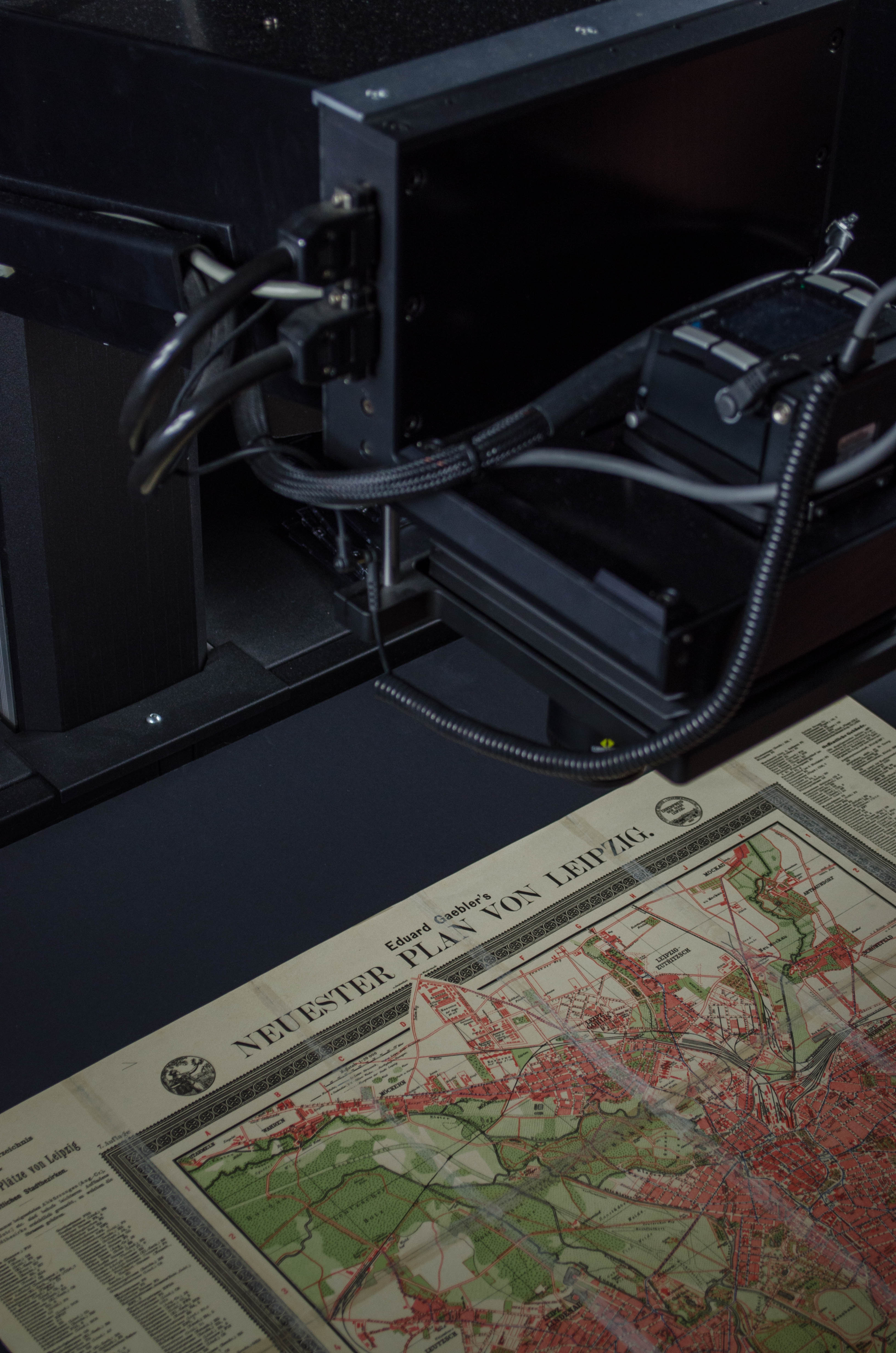
Оцифровка исторических карт

Собрание карт включает в себя листы карт, посвященных картографии Саксонии, а также исторические карты Европы и Германии. Собрание карт включает приблизительно 138 000 отдельных листов, из которых 19 650 были изготовлены до 1800 года, 41 600 были изготовлены в период с 1801 по 1945 год, а также другие листы, составленные после 1945 года. Коллекция служит научным источником для истории страны в целом, а также для истории отдельных населенных пунктов, замков и дворцов, а также исторического развития региона, его ландшафта и транспорта. Есть основания считать, что около 11 000 листов собрания до сих пор находятся в России.
Картографический форум SLUB — это информационный портал библиотек, музеев и архивов, поддерживаемый Фототекой Германии и финансируемый Немецким научно-исследовательским обществом. В настоящее время около 20 000 наиболее важных оцифрованных картографических источников высокого разрешения — в частности, по истории и географии Саксонии — предоставляются из коллекций партнеров проекта.

### Музыкальный отдел

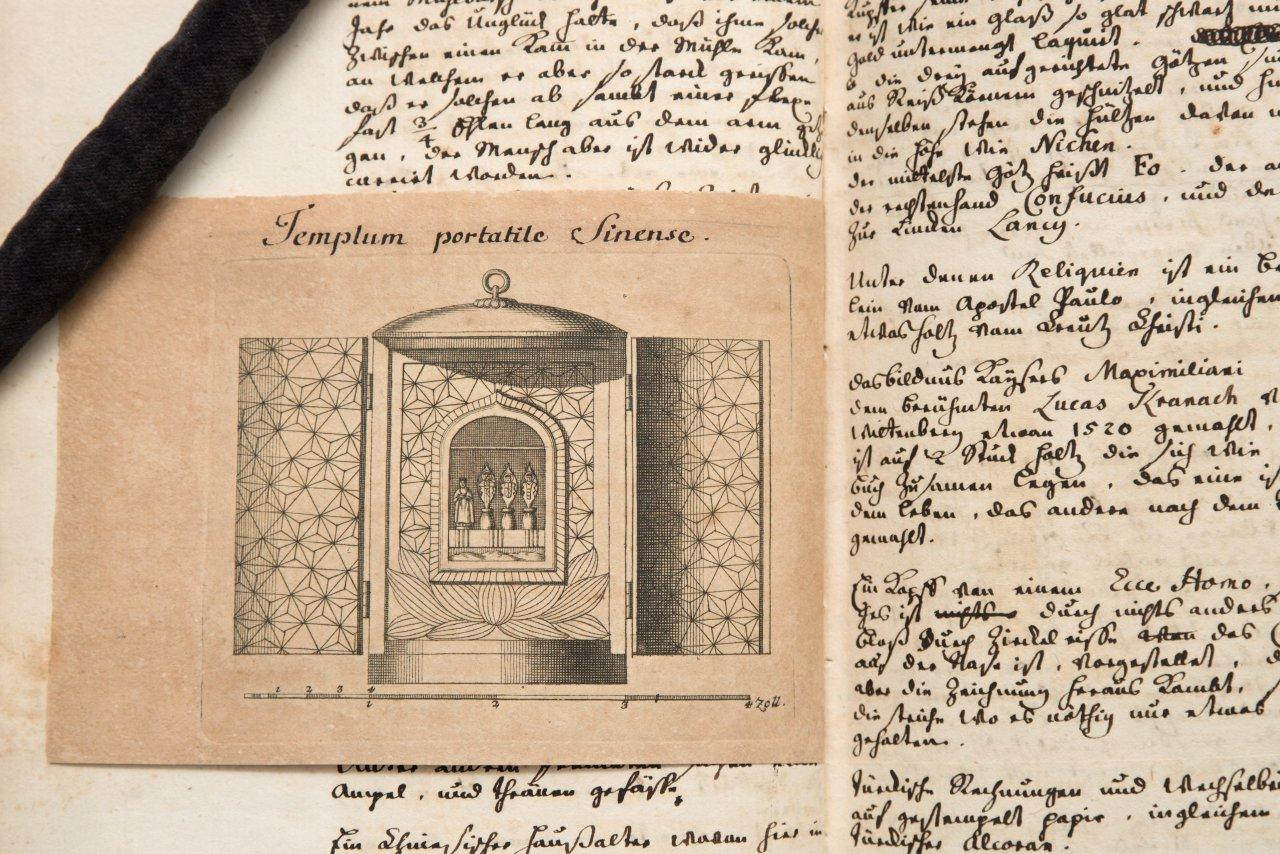
Путевой дневник Я. А. Зильбермана

Музыкальный отдел содержит несколько сотен тысяч томов. Отдел включает два собрания: «Новые печатные издания» и «Рукописи и старые печатные издания», причем под старыми печатными изданиями подразумеваются единицы хранения, созданные до 1850 года. Отдел тесно связан с медиабиблиотекой, которая содержит музыкальные записи, фотобиблиотеку, в которой хранятся музыкальные иконографические материалы, а также коллекцию рукописей, которая в числе прочего включает письма музыкантов.
Отдел был основан в 1816 году Фридрихом Адольфом Эбертом, в результате чего ранее разделенные собрания Musica theoretica и Musica Practica были объединены. До 1934 года отдел пополнялся, к примеру, частной коллекцией короля Альберта или фондами Государственной Оперы. В 1983 году Земельная библиотека стала центральной библиотекой ГДР по искусству и музыке. В 2016 году библиотека SLUB отметила двухсотлетие музыкального отдела.
В январе 2017 года начался второй этап создания информационной службы музыковедения (Fachinformationsdienst Musikwissenschaft, FID Musikwissenschaft). В рамках проекта, финансируемого Немецким научно-исследовательским обществом (DFG), Баварская государственная библиотека и библиотека SLUB предоставляют информационные услуги для передовых музыковедческих исследований в Германии.

## Здание

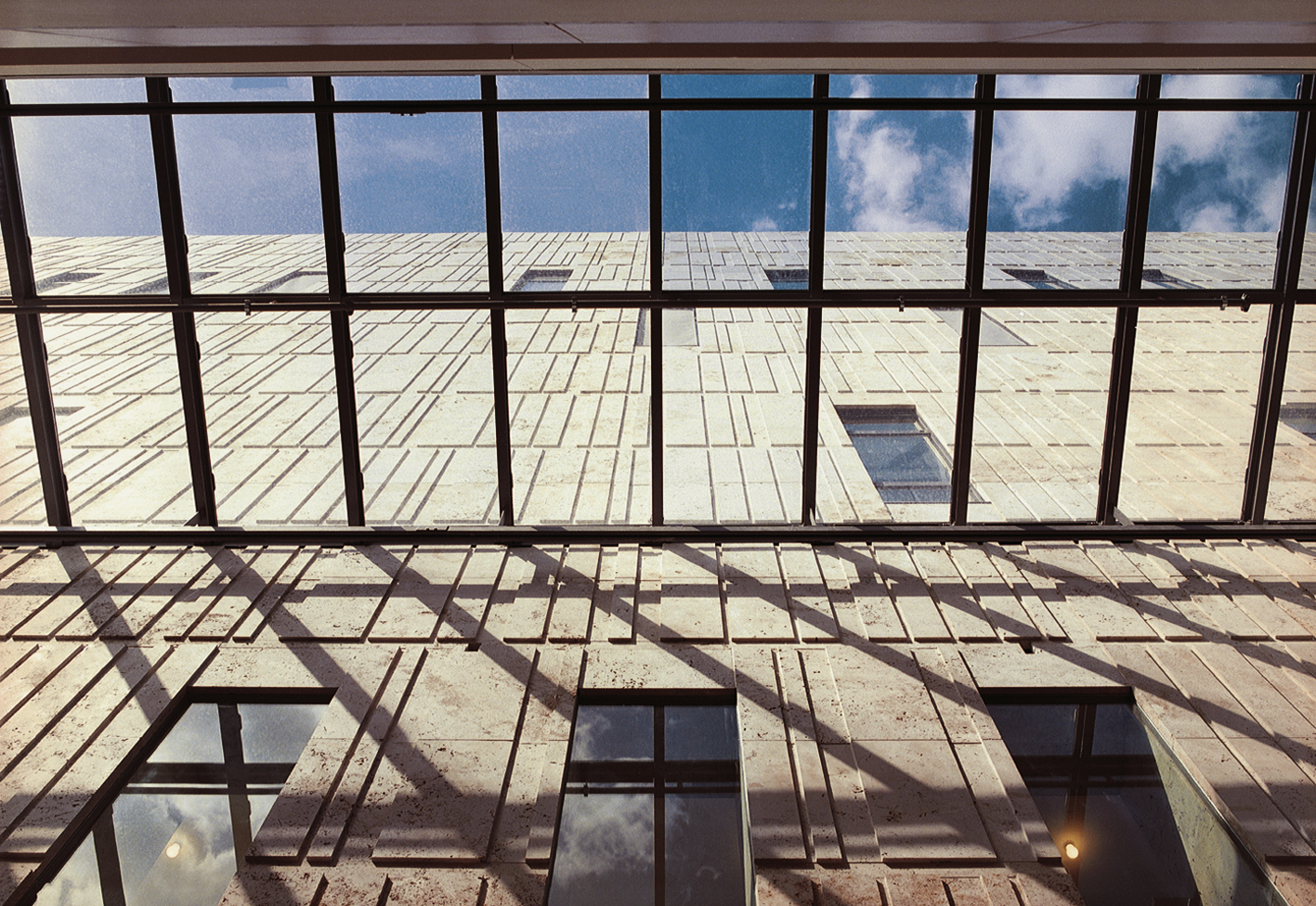
Деталь центральной библиотеки

Центральное здание библиотеки SLUB было построено с 1999 по 2002 год и спроектировано архитектурным бюро O&O Baukunst. В здании более 40 000 квадратных метров, где располагаются 1000 мест для чтения, 200 из которых — в большом читальном зале, административные помещения и многочисленные помещения для хранения фондов. Благодаря этому новому зданию стало возможным отказаться от многих адресов в Дрездене, где прежде была расположена библиотека (Альбертштадт, церковь святого Мартина, а также на отдельных факультетах) и вести работу централизовано. Затраты на строительство составили около 90 миллионов евро.

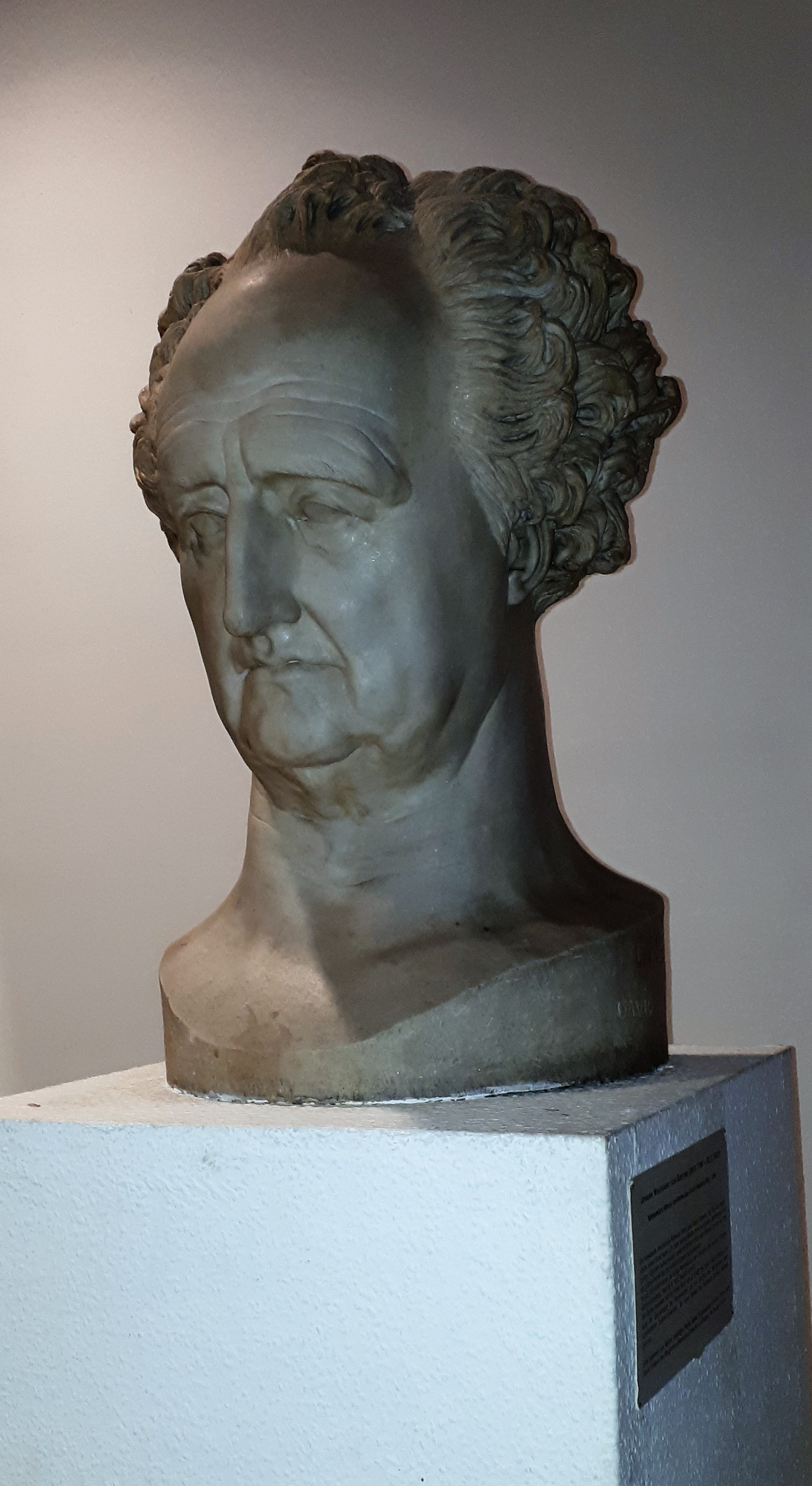
Мраморный бюст Гёте работы Пьера Жана Давида д’Анже

## Расположение
В дополнение к центральной библиотеке на Целлишен Вег (Zelleschen Weg), библиотека SLUB включает в себя ещё пять адресов. Напротив центрального здания находится библиотека DrePunct. Она объединила в себе специализированные библиотеки факультетов Дрезденского технического университета по гражданскому строительству, электротехнике, наукам о Земле, информатике, машиностроению, экономике и транспорту, а также, с 2014 года, Makerspace библиотеки SLUB. Педагогический (Август-Бебель-штрассе), медицинский (Фидлерштрассе), юридический (Бергштрассе) и лесоводческий (Тарандт) располагают собственными отделениями SLUB. Особое значение имеют два помещения в северном крыле главного здания: зал редкой книги Музея книги SLUB и зал Клемперера.

### Зал Клемперера
Северное здание библиотеки включает лекционный зал на первом этаже, который открылся в 2002 году. Постепенно его использование перестало ограничиваться лекциями: там проводятся концерты, киносеансы, приемы, чтения и танцевальные мероприятия. В частности, работы с нотным собранием так называемого «Шкафа № II» выполнялись там с 2008 года в произвольной последовательности. В 2018 году зал Клемперера получил своё имя в соответствии с личностями, значимыми для библиотеки технического университета и Дрезденского технического университета: это писатель Виктор Клемперер, дрезденский банкир Виктор Клемперер фон Клеменау и его отец Густав Клемперер (1852—1926), директор Dresdner Bank и почетный сенатор Дрезденского технического университета. Перед залом Клемперера находится мраморный бюст И. В. Гёте, подаренный французским скульптором Пьером Жаном Давидом д’Анже в 1831 году Королевской публичной библиотеке в Дрездене, ныне SLUB.

## История библиотеки SLUB

### История земельной библиотеки
Саксонская земельная библиотека была основана в 1556 году курфюрстом Августом I, что делает её одной из старейших библиотек в Германии. Как характерно для придворной библиотеки, её ценность основана на книгоиздательском искусстве и материалах для истории Саксонии. Коллекция книг, изначально находившаяся в Дрезденском замке-резиденции, была в 1574 году перенесена из Дрездена в замок Аннабург. В ходе переезда был составлен первый предметный каталог. Каталог включал 2736 текстов в 1674 томах.
После прихода к власти курфюрст Кристиан I в 1586 году перенес библиотеку обратно в Дрезденскую резиденцию. В 1589 году коллекция была расширена и теперь включала коллекцию тюрингских графов фон Вертерн, включавщую 3312 изданий. В XVII в. библиотекой управляли капелланы саксонского двора, в том числе Поликарп Лейзер Старший (руководил 1593—1610), Поль Йениш (руководил 1610—1612), Матиас Хоен из Хёнегга (руководил 1613—1645), Якоб Веллер (руководил 1645—1664) и Мартин Гейер (руководил 1664—1680). С 1640 года о библиотеке заботились поэты, в том числе Кристиан Брем и автор песен в стиле барокко Дэвид Ширмер. В конце XVII в. книжное собрание включало немногим менее 7000 томов.

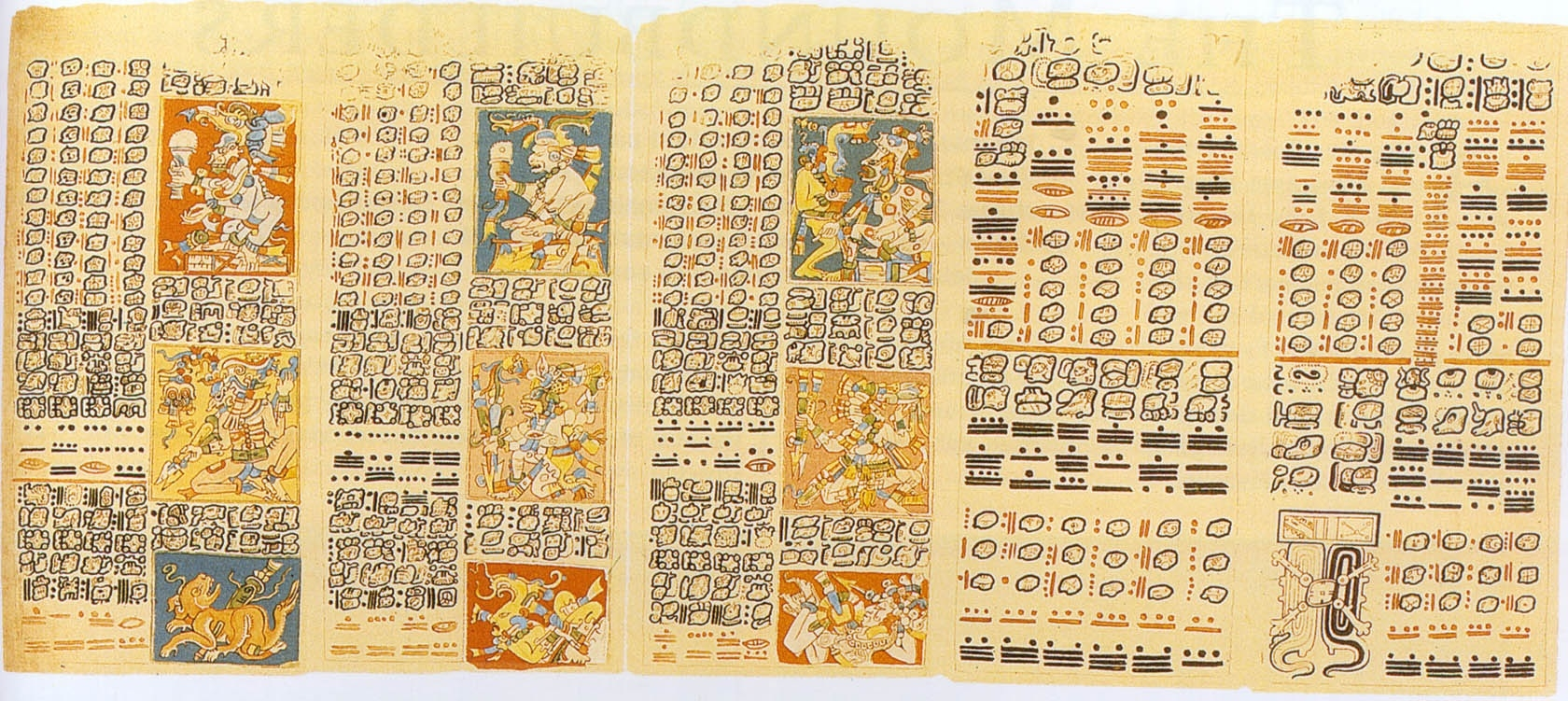
Фрагмент Дрезденского кодекса (Codex Dresdensis), который принадлежит библиотеке с 1739 года и в 1853 году мог быть идентифицирован как рукопись майя

С 1680 года управление библиотекой перешло из духовных рук в светские, теперь библиотекой управляли разные лица, принадлежавшие к дворянской элите саксонского двора. В этом качестве в числе других выступали Фридрих I Витцтум фон Экштадт (руководил 1714—1726) и Генрих Фридрих фон Фризен (1727—1733). В 1738 году премьер-министр Генрих фон Брюль сам возглавил библиотеку (до 1763 года).
В XVIII веке фонды библиотеки неуклонно росли. В 1718 году добавилось собрание герцога Морица Вильгельма Саксонского-Цейцского, где насчитывалось около 1000 книг, в том числе восьмиугольный Коран 1184 года и экземпляр Майнцской Библии 1462 года, напечатанный Петром Шеффером . Из собрания Иоганна фон Бессера в 1727 году во владение библиотеки поступило около 18 тысяч томов.
До 1728 года библиотека размещалась в Дрезденском замке-резиденции, а затем была перемещена в Цвингер. Впервые книжное собрание было размещено репрезентативно в структурном отношении.
В 1739 году библиотека приобрела Дрезденский кодекс, который в XIX в. можно было идентифицировать как рукопись майя. Дрезденский кодекс в настоящее время является одним из наиболее ценных экземпляров библиотеки, сейчас в мире существует всего три другие рукописи майя.

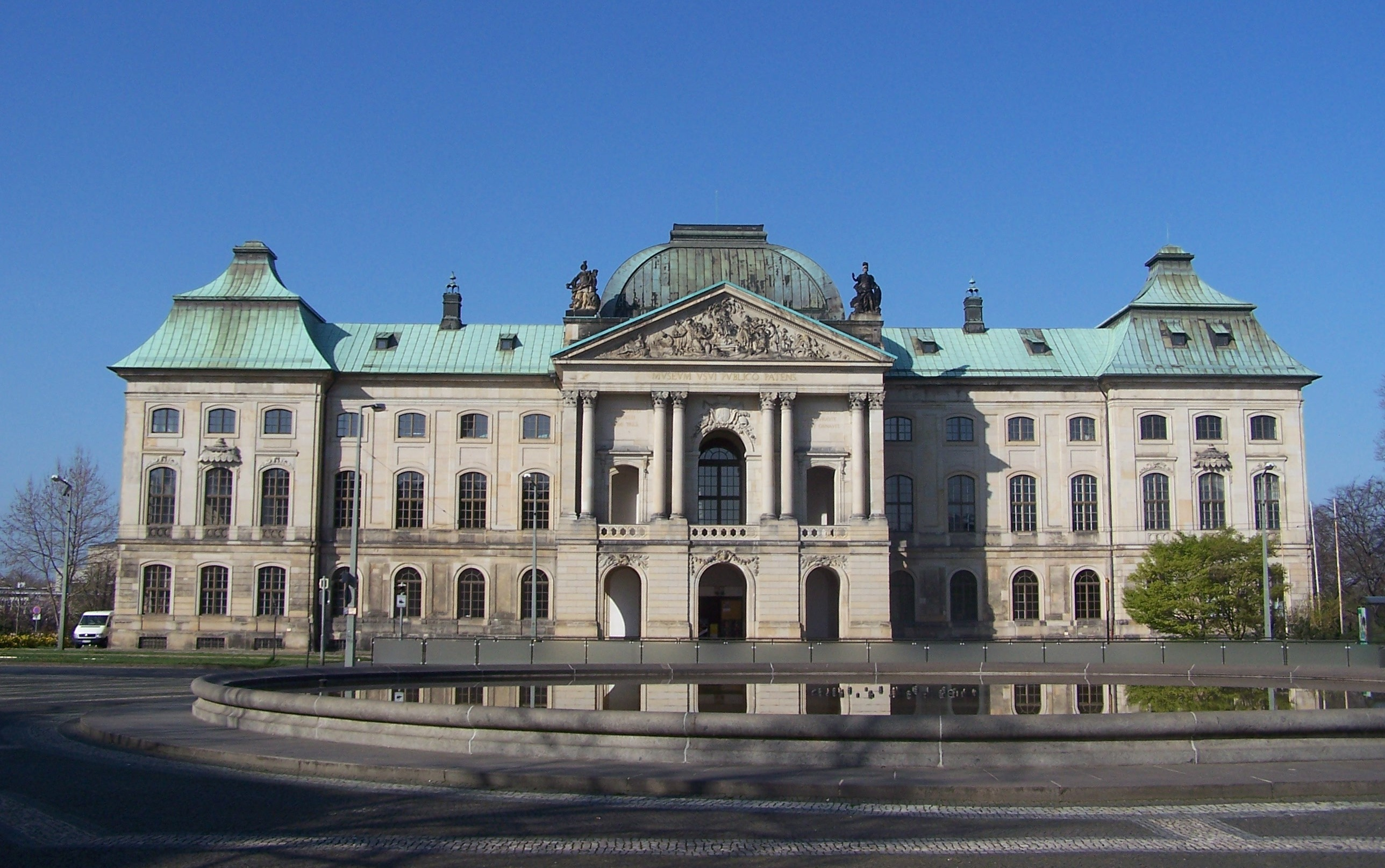
В Японском дворце Земельная библиотека размещалась в течение 159 лет

После приобретения других коллекций, включая библиотеку графа фон Брюля и графа Бюнау, о которой Иоганн Иоахим Винкельманн ранее заботился как библиотекарь замка Нётниц, библиотека переполнила павильон Цвингера и в 1786 году была перенесена в Новый город, в Японский дворец, где хранилась до 1945 года.
В 1788 году библиотека была открыта для публики под названием Bibliotheca Electoralis Publica. Библиотека курфютста была представлена публике примерно на 50 лет позже, чем сокровищница Зелёный свод. С основанием королевства Саксония в 1806 году книжное собрание стало называться Королевской публичной библиотекой (Königliche Öffentliche Bibliothek). С 1825 года ею руководил Фридрих Адольф Эберт. В конце XIX в. библиотека пополнилась картографическими и музыкальными собраниями.
В связи с созданием Свободного Государства Саксония в 1918 году библиотека была впервые названа Саксонской земельной библиотекой (Sächsische Landesbibliothek). Это название она носит до сих пор. В 1935 году был открыт музей книги — после того, как место в Японском дворце было в очередной раз модернизировано.
В 1945 году библиотека была разрушена и уничтожена во время воздушных налетов на Дрезден. Также из-за послевоенных репараций в пользу Советского Союза фонды сократилась вдвое. После войны библиотека была перенесена в Альбертштадт и с 1949 года снова доступна. В 1966 году библиотека слилась с очень большой коллекцией стенографических работ Стенографического института. В том же 1983 году библиотека была вновь расширена и ей была передана немецкая библиотека фотографий.

### История университетской библиотеки
Университетская библиотека была создана в 1828 году как библиотека Королевского саксонского учебного заведения (Königlich-Sächsischen Bildungsanstalt). С 1851 по 1890 год учебное заведение называлось Королевской саксонской политехнической школой (Königlich-Sächsische Polytechnische Schule). В 1872 году университет и библиотека были перенесены в окрестности современного Главного вокзала. В 1890 году коллекция стала библиотекой технического университета и, следовательно, университетской библиотекой.

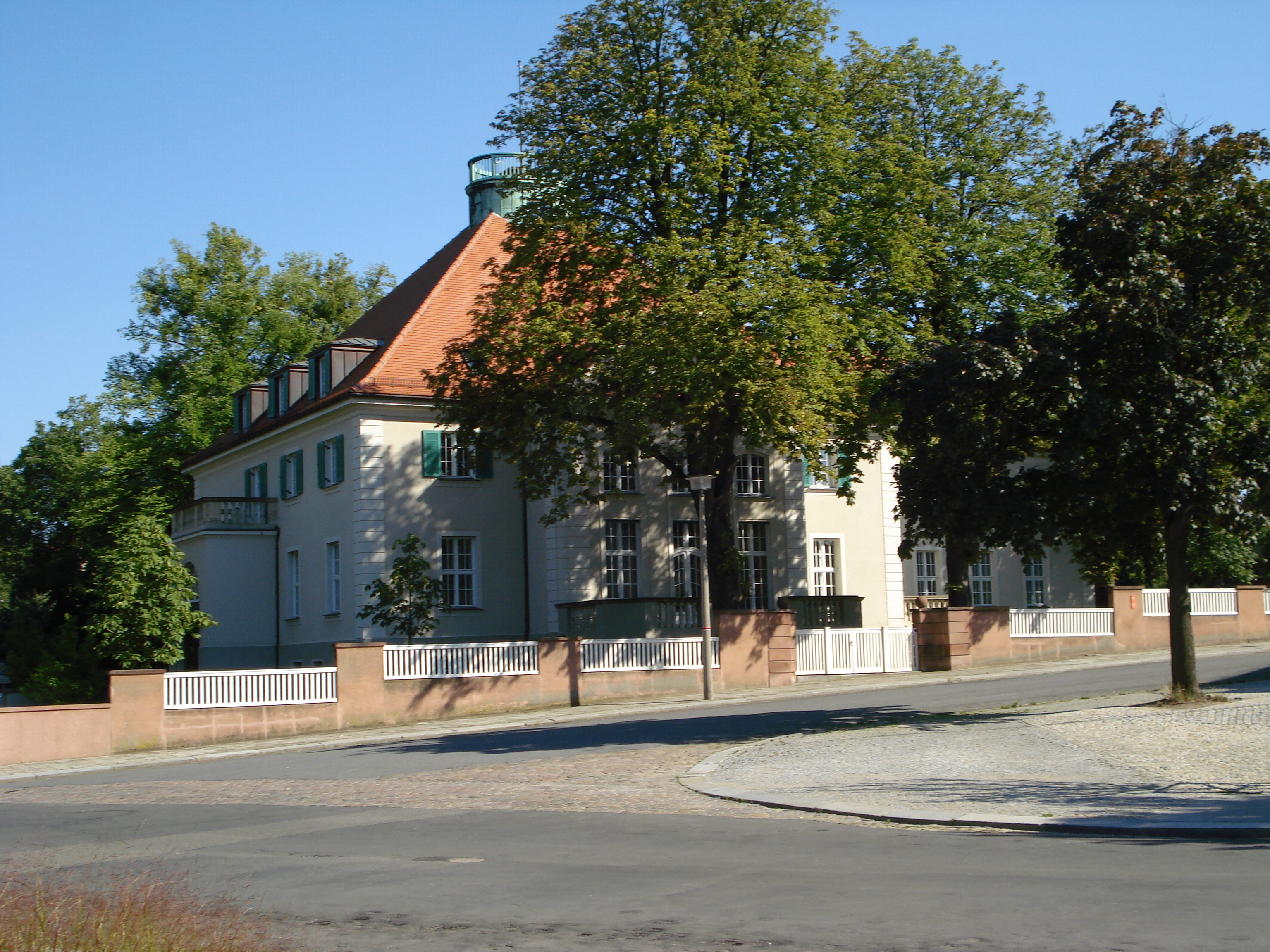
Вилла ректората до 1995 года была главным зданием университетской библиотеки

В 1945 году университетская библиотека была разрушена, а её фонды уменьшилось. Библиотека была перенесена на виллу, расположенную в нынешнем кампусе университета, в настоящее время там находится ректорат Дрезденского технологического университета. Под руководством Хелены Бенндорф была проведена реконструкция уничтоженного каталога собрания, а также создание центрального каталога университета и открытие патентного ведомства. Переименование в техническом университете состоялось в 1961 году, что также привело к переименованию университетской библиотеки. С 1977 года её фонды централизованно управлялись в секционных (ныне отраслевых) библиотеках.
После 1990 года Дрезденский технический университет был расширен до полного университета, таким образом библиотека была дополнена отраслевыми библиотеками по экономике и праву. В 1992 году произошло слияние технического университета и колледжа транспорта и, соответственно, приобретение университетом соответствующей библиотеки. Также в 1993 году университетская библиотека была снова расширена присоединением отраслевой библиотеки, так как научно-исследовательские и учебные заведения распущенной Медицинской академии в Дрездене были переведены в технический университет.
В 1997 году Отраслевая библиотека педагогических наук переехала на Август-Бебель-Штрассе. В следующем году открылась ведомственная библиотека Dre.Punct, в которой разместились несколько факультетских библиотек.
После слияния с земельной библиотекой в 1999 году началось новое строительство центрального здания в кампусе Дрезденского технического университета. 1 августа 2002 года библиотека SLUB была открыт для пользователей. 14 января 2003 года состоялось её торжественное открытие. В этой библиотеке очень удобно работать благодаря большому читальному залу и читательским кабинкам.

## Награды
За обширную работу в области оцифровки 22 февраля 2009 года библиотека была удостоена награды в рамках инициативы Германия, Земля идей (Deutschland, Land der Ideen).